# Grijskopprinia
De grijskopprinia (Prinia cinereocapilla) is een zangvogel uit de familie Cisticolidae.

## Verspreiding en leefgebied
Deze soort komt voor in noordwestelijk India, Nepal en Bhutan.

## Status
De grootte van de populatie is geschat op 6000-15.000 volwassen vogels. Deze aantallen gaan snel achteruit door habitatverlies. Op de Rode lijst van de IUCN heeft deze soort daarom de status kwetsbaar.